# Raión de Kantemírovka
El raión de Kantemírovka (ruso: Кантеми́ровский райо́н) es un distrito administrativo y municipal (raión) ruso perteneciente a la óblast de Vorónezh. Se ubica en el sur de la óblast. Su capital es Kantemírovka.
En 2021, el raión tenía una población de 32 091 habitantes.
Su territorio es de iure fronterizo al sur con Ucrania, concretamente con la óblast de Lugansk. Sin embargo, en la invasión rusa de Ucrania de 2022, las tropas rusas invadieron casi toda la óblast de Lugansk y anexionaron la zona a Rusia sin el consentimiento de las autoridades ucranianas, declarando que pasaba a ser un territorio ruso bajo la denominación de "República Popular de Lugansk". Esta situación ha eliminado de facto el carácter fronterizo del raión de Kantemírovka. Además, este raión limita al sureste con la óblast de Rostov.

## Subdivisiones
Comprende 59 localidades, agrupadas en dieciséis ayuntamientos, que son el asentamiento de tipo urbano de Kantemírovka (la capital) y los siguientes quince asentamientos rurales:
- Bondarevo
- Bugayevka
- Zhuravka
- Záitsevka
- Mitrofánovka
- Mijáilovka
- Novobélaya
- Novomárkovka
- Osikovka
- Pasekovo
- Pisarevka
- Smagléyevka
- Taly
- Titarevka
- Fisenkovo